# (3687) Dzus
(3687) Dzus est un astéroïde de la ceinture principale.

## Description
(3687) Dzus est un astéroïde de la ceinture principale. Il fut découvert le 7 octobre 1908 à Heidelberg par August Kopff. Il présente une orbite caractérisée par un demi-grand axe de 2,73 UA, une excentricité de 0,20 et une inclinaison de 15,8° par rapport à l'écliptique.

## Compléments